# Liparis tigerhillensis
Liparis tigerhillensis är en orkidéart som beskrevs av A.P.Das och Chanda. Liparis tigerhillensis ingår i släktet gulyxnen, och familjen orkidéer. Inga underarter finns listade i Catalogue of Life.